# Northumbrian Smallpipes

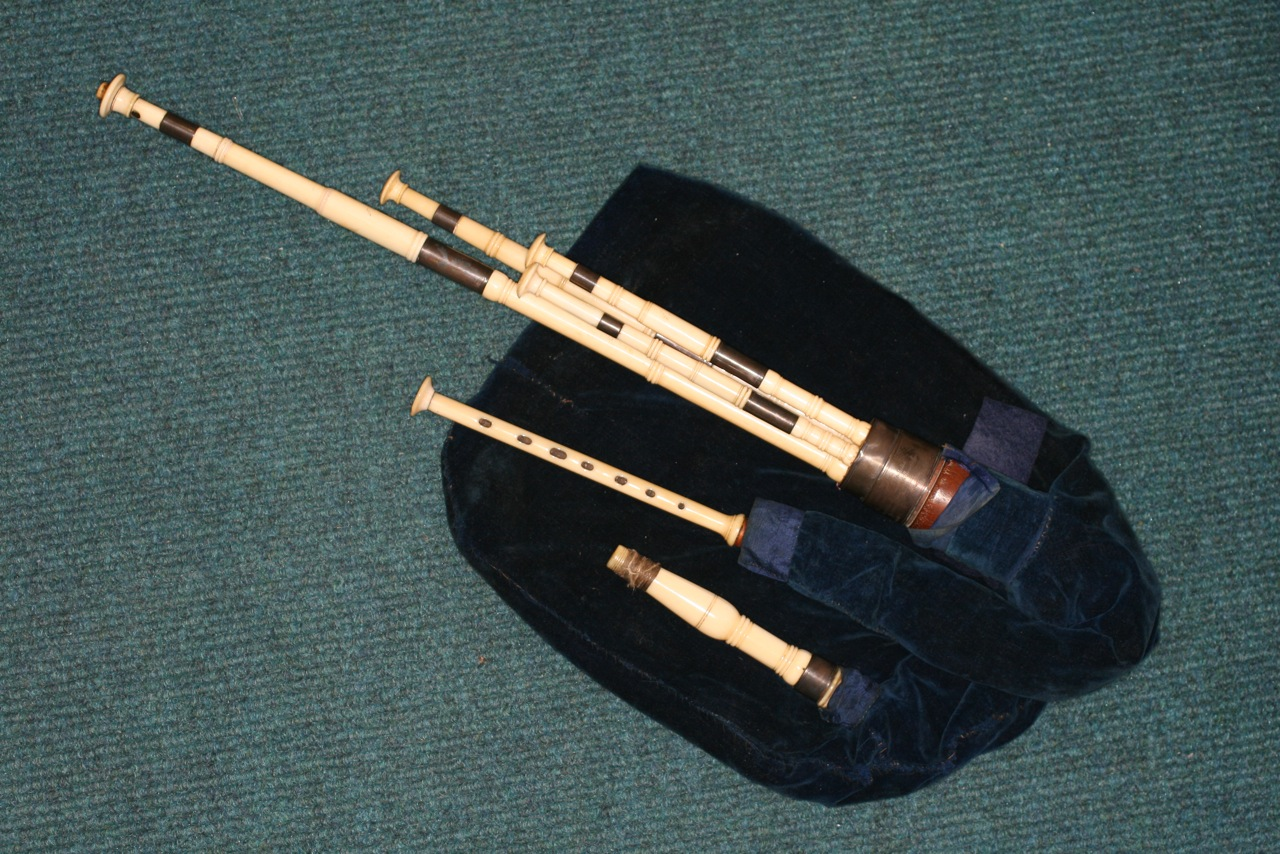
Bewicks Pipes, Northumbrian smallpipes von John Dunn von 1797

Die Northumbrian Smallpipes (auch Northumbrian Pipes genannt) sind mit einem Blasebalg betriebene Dudelsäcke aus Nordostengland, wo sie ein wichtiger Bestandteil der lokalen Musikkultur sind. Die erste Erwähnung des Instruments stammt aus dem Jahr 1695.

## Technik
Der Dudelsack ist mit der französischen Musette de Cour verwandt, wird über einen Blasebalg unter dem linken Ellenbogen aufgeblasen und wird häufig im Sitzen gespielt. Er verfügt über eine zylindrisch gebohrte Melodiepfeife (Chanter) mit Doppelrohrblatt sowie über meist vier kleine, parallel aneinander angeordnete, stimmbare Bordunpfeifen, welche in Toniken und Dominanten gestimmt werden. Eine moderne Melodiepfeife hat in der Regel zwischen sieben und 17 Klappen (da ein Überblasen nicht möglich ist). Noch im 18. Jahrhundert waren klappenlose Melodiepfeifen weit verbreitet. Die Bordune sind ebenfalls zylindrisch gebohrt und lassen sich sowohl durch Verschieben auf einer Steckverbindung als auch über Öffnen oder Verschließen von Löchern stimmen.
Da die Melodiepfeife am Ende geschlossen ist und die Töne durch Abheben des entsprechenden Fingers erklingen, ergibt sich meist ein staccato-artiges Spiel. 
Typische Stimmungen sind F, F# und G.